# 美国太空和火箭中心

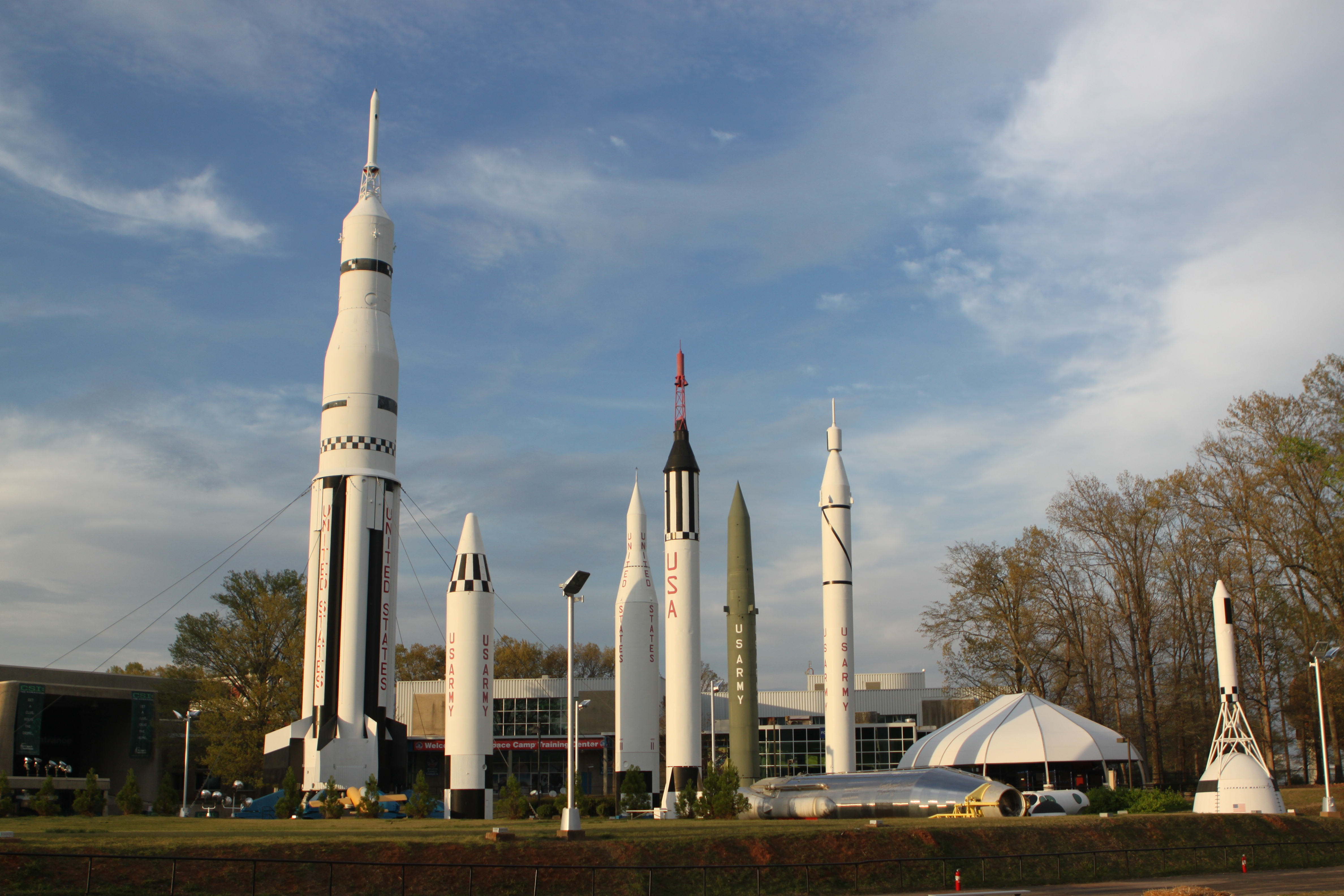
博物館內的火箭

美国太空和火箭中心（英語：U.S. Space and Rocket Center）成立於1965年，是全美国首屈一指及能亲自动手的太空科学展览馆。